# Zbigniew Grzybowski
Pour les articles homonymes, voir Grzybowski.
Zbigniew Grzybowski, né le 1er janvier 1976 à Tczew, est un ancien footballeur polonais, qui évoluait au poste d'ailier gauche.